# Terminal Naranjal
El terminal Naranjal es una de las estaciones de buses principales del Metropolitano en Lima. Con una afluencia de 81 800 pasajeros por día, es la estación más congestionada del sistema. Está ubicada en la intersección de las avenidas Túpac Amaru, Los Alisos y Chinchaysuyo, en el distrito de Independencia. Está situado a la vez, en una zona disputada entre Independencia y San Martín de Porres.
Cuenta con cicloparqueaderos con módulos de reparación.

## Accesos
La estación cuenta con ingresos peatonales tanto en el extremo norte (avenida Chinchaysuyo) como en el extremo sur (avenida Los Alisos) que conectan directamente con las plataformas de embarque. Tiene andenes diferenciados para el uso de las rutas alimentadoras y para los buses de las rutas troncales.

## Servicios

### Troncales
| Servicio troncal | Indicador           | Lunes a viernes                                                   | Lunes a viernes                                                   | Sábado                                                            | Sábado                                                            | Domingo                                  |
| Servicio troncal | Indicador           | Norte a Sur                                                       | Sur a Norte                                                       | Norte a Sur                                                       | Sur a Norte                                                       | Domingo                                  |
| ---------------- | ------------------- | ----------------------------------------------------------------- | ----------------------------------------------------------------- | ----------------------------------------------------------------- | ----------------------------------------------------------------- | ---------------------------------------- |
| Regular          | Regular A           | 05:00 - 23:00 (estación inicial y final)                          | 05:00 - 23:00 (estación inicial y final)                          | 05:00 - 23:00 (estación inicial y final)                          | 05:00 - 23:00 (estación inicial y final)                          | 05:00 - 22:00 (estación inicial y final) |
| Regular          | Regular B           | 10:00 - 23:00                                                     | 10:00 - 23:00                                                     | 05:00 - 23:00                                                     | 05:00 - 23:00                                                     | 05:00 - 22:00                            |
| Regular          | Regular D           | 05:00 - 10:00 (estación inicial y final)                          | 05:00 - 10:00 (estación inicial y final)                          | Sin servicio                                                      | Sin servicio                                                      | Sin servicio                             |
| Expreso          | Expreso 2           | 05:00 - 09:00 (estación inicial)                                  | 17:00 - 21:00 (estación final)                                    | 06:00 - 09:00 (estación inicial)                                  | 12:30 - 15:30 (estación final)                                    | Sin servicio                             |
| Expreso          | Expreso 3           | Sin servicio                                                      | 17:00 - 21:00 (estación final)                                    | Sin servicio                                                      | 12:30 - 15:30 (estación final)                                    | Sin servicio                             |
| Expreso          | Expreso 5           | 09:00 - 17:00 (estación inicial y final)                          | 09:00 - 17:00 (estación inicial y final)                          | 05:15 - 20:20 (estación inicial y final)                          | 05:15 - 20:20 (estación inicial y final)                          | Sin servicio                             |
| Expreso          | Expreso 10          | 06:00 - 09:00 (estación inicial)                                  | Sin servicio                                                      | Sin servicio                                                      | Sin servicio                                                      | Sin servicio                             |
| Expreso          | Expreso 11          | Sin servicio                                                      | 05:45 - 10:45                                                     | Sin servicio                                                      | Sin servicio                                                      | Sin servicio                             |
| Expreso          | Super Expreso       | 05:45 - 09:00 (estación inicial)                                  | 17:00 - 21:00 (estación final)                                    | 06:00 - 09:00 (estación inicial)                                  | Sin servicio                                                      | Sin servicio                             |
| Expreso          | Super Expreso Norte | 05:00 - 10:00 (estación inicial)                                  | 05:30 - 10:00 (estación final)                                    | Sin servicio                                                      | Sin servicio                                                      | Sin servicio                             |
| Expreso          | Super Expreso Norte | 16:30 - 20:30 (estación inicial)                                  | 17:00 - 21:00 (estación final)                                    | Sin servicio                                                      | Sin servicio                                                      | Sin servicio                             |
| Expreso          | Super Expreso Norte | (Veintidós de Agosto) 06:00 - 08:00                               | Sin servicio                                                      | Sin servicio                                                      | Sin servicio                                                      | Sin servicio                             |
| Expreso          | Lechucero           | 23:30 - 04:00 (estación inicial y final) (solo Viernes y Sábados) | 23:30 - 04:00 (estación inicial y final) (solo Viernes y Sábados) | 23:30 - 04:00 (estación inicial y final) (solo Viernes y Sábados) | 23:30 - 04:00 (estación inicial y final) (solo Viernes y Sábados) | Sin servicio                             |

### Alimentadores
| Código | Nombre            | Embarque |
| ------ | ----------------- | -------- |
| AN-01  | Tahuantinsuyo     | 2        |
| AN-02  | Naranjal          | 6        |
| AN-05  | Payet             | 1        |
| AN-06  | Puno              | 11       |
| AN-07  | Belaúnde          | 5        |
| AN-08  | Milagros de Jesús | 12       |
| AN-12  | Puente Piedra     | 8        |
| AN-13  | La Ensenada       | 10       |
| AN-14  | Bertello          | 7        |
| AN-15  | Los Alisos        | 14       |
| AN-16  | Los Olivos        | 15       |
| AN-17  | Antúnez de Mayolo | 16       |
| AN-18  | Izaguirre         | 17       |